# B. L. N. Motor Company
B. L. N. Motor Company war ein Montagewerk für Kraftfahrzeuge und damit Teil der Automobilindustrie in Irland.

## Unternehmensgeschichte
Das Unternehmen wurde 1966 in Dublin gegründet. Es entstand als Fusion zwischen Lincoln & Nolan und G. A. Brittain. Die Montage von Automobilen wurde fortgesetzt. Im September 1969 kam es zu einer weiteren Fusion mit der Smith Motor Group, wodurch Brittain Smith and Company entstand.

## Fahrzeuge
Teile kamen von Austin Motor Company, Morris Motor Company und Riley. Gesichert überliefert sind Morris Minor und Riley 4/68. Wahrscheinlich wurde auch der Mini montiert.

## Produktionszahlen
Nachstehend die Zulassungszahlen von Austin-, Morris- und Riley-Fahrzeugen in Irland aus den Jahren, in denen B. L. N. Motor Company sie montierte. Die Zahlen des ersten Jahres beinhalten auch die Montagen bei den beiden Vorgängergesellschaften, während in den Zahlen für 1969 die Montagen der Folgegesellschaft enthalten sind, da eine Splittung innerhalb eines Jahres nicht möglich ist.
| Jahr  | Austin | Morris | Riley | Summe  |
| ----- | ------ | ------ | ----- | ------ |
| 1966  | 6.846  | 6.170  | 115   | 13.131 |
| 1967  | 4.639  | 5.736  | 147   | 10.522 |
| 1968  | 4.887  | 6.476  | 162   | 11.525 |
| 1969  | 4.320  | 5.695  | 58    | 10.073 |
| Summe | 20.692 | 24.077 | 482   | 45.251 |